# Agostino Galamina
Agostino Galamina, Galamini, imię chrzestne Simone (ur. w 1552 albo 1553 w Brisighella, zm. 6 września 1639 w Osimo) – włoski kardynał, dominikanin.
Pełnił funkcję inkwizytora Brescii (1593–95), Piacenzy (1595–97), Genui (1597–1600) i Mediolanu (1600–04). W 1604 został komisarzem Św. Oficjum. W 1608 na życzenie papieża Pawła V został generałem dominikanów. Podjął działalność reformowania zakonu i wizytowania jego ośrodków w całej Europie, często podróżując incognito. W 1611 został kardynałem (z tytułem prezbitera Santa Maria in Aracoeli). W lutym 1613 mianowany biskupem Recanati i Loreto, w 1620 przejął biskupstwo Osimo. Na konklawe w 1623 był poważnym kandydatem na papieża.